# Cheravirus
Genre
Espèces de rang inférieur
- espèce-type : Cherry rasp leaf virus

Cheravirus est un genre de virus de la famille des Secoviridae, qui comprend cinq espèces acceptées par l'ICTV. Ce sont des virus à ARN linéaire à simple brin à polarité positive, rattachés au groupe IV de la classification Baltimore, qui infectent les plantes (phytovirus).
Ces virus sont transmis horizontalement par des nématodes et verticalement par les graines.

## Étymologie
Le nom générique, « Cheravirus », est dérivé du nom de l'espèce-type, Cherry rasp leaf virus.

## Structure
Les virions, non enveloppés, sont des particules à capside quasi sphérique à symétrie icosaédrique  (T=pseudo3) de 25 à 30 nm de diamètre.
Le génome, bipartite, est réparti en deux segments d'ARN simple brin de polarité positive, linéaire, ARN1 et ARN2, de 7 kb et 3,3 kb respectivement. L'extrémité 3' est polyadénylée.

## Liste des espèces et non-classés
Selon NCBI (31 janvier 2021) :
- Apple latent spherical virus (ALSV)
- Arracacha virus B (AVB)
- Cherry rasp leaf virus (CRLV)
- Currant latent virus (CuLV)
- Stocky prune virus (StPV)
- non-classés 
  - Babaco cheravirus 1